# 800
Rok 800 (římskými číslicemi: DCCC) byl podle juliánského kalendáře přestupný rok, který započal pátkem. V této době začala v Evropě převládat metoda počítání let Anno Domini (léta páně), tudíž od této doby se začaly roky nazývat 800 atd.
Podle islámského kalendáře započal 5. února rok 184. Podle židovského kalendáře započal 20. září rok 5561. 

## Události
- 25. prosince – korunovace franského krále Karla Velikého na císaře obnovené říše římské (Karolínská říše) v bazilice sv. Petra papežem Lev III.
- Bantuové osidlují oblast Zambie (přibližné datum)
- V Ruském chanátu (dnešní Ukrajina) se uskupili lidé, kteří se nazývali Rusové, a po 182 letech nadvlády Khazarů vyhlásili svou nezávislost. Začíná tak období rozkvětu Kyjevské Rusi a historie pozdějších států Běloruska a Ukrajiny. (přibližné datum)
- Abbasidský chalífát je nucen vzdát se svých majetků na území jižní Itálie

#### Probíhající události
- 772–804: Saské války

## Narození
- Al-Ádlí, arabský velmistr šatrandže
- Harald Klak, dánský král (přibližné datum)
- Robert III., hrabě z Worms, hrabě z franské šlechtické rodiny Robertovců († 834)

## Úmrtí
- 26. září – Berovelf, würzburský biskup (* ?)

## Hlavy států

### Evropa
- Papežský stát – Lev III.
- Svatá říše římská – Karel I. Veliký
- Byzantská říše – Irena
- Akvitánské vévodství – Svatý Vilém Akvitánský
- Asturské království – Alfons II. Zdrženlivý
- Córdobský emirát – al-Hakam I.
- První bulharská říše – Kardam
- Franská říše (Karolínská říše) – Karel I. Veliký

#### Anglie
- Wessex – Beorhtric
- Essex – Sigered
- Mercie – Coenwulf
- Kent – Cuthred

### Blízký východ a Severní Afrika
- Abbásovský chálífát – Hárún ar-Rašíd

### Dálný východ a Asie
- Čínské císařství – Te-Cung
- Japonské císařství – Kanmu